# Maison Ysalguier
Ne doit pas être confondu avec l'Hôtel des Ysalguier, situé à Toulouse
La maison Ysalguier est un hôtel particulier, au cœur du vieux quartier Saint-Paul d'Auterive, au carrefour de la rue Saint-Michel et de la place Occitania. Elle se compose d'un corps de logis et d'une dépendance, séparés par une cour avec puits. La façade sur cour du corps de logis présente la caractéristique d'être en pans de bois hourdés de briques et mortier de terre.
D'abord retenu comme projet prioritaire pour le loto du patrimoine en 2019, la demeure est inscrite en 2022 au titre des monuments historiques,.

## Historique
La demeure est d'abord la propriété de famille des Montaut, coseigneurs d'Auterive, qui sont contraints de la vendre aux dominicains. En 1361, elle est cédée pour 2000 florins aux Ysalguier, une riche famille toulousaine, anoblie en 1328 et figurant de nombreuses fois dans le capitoulat aux XIVe et XVe siècles.
En 1532, Jean et Guy Ysalguier vendent la propriété au roi de Navarre Henri II. Au cours des XVIIe et XVIIIe siècles, elle passe entre plusieurs mains et, à la veille de la Révolution française, elle appartient aux Rességuier, propriétaires du domaine voisin du Secourrieu à Cintegabelle. Au cours des siècles suivants, elle fait l'objet d'aménagements successifs.
La maison est acquise en 1944 lorsque le père de Germaine Malbosc, tante par alliance de la famille.
Dans les années 2020, les propriétaires engagent de lourds travaux de rénovation, notamment pour sauver la charpente. Ils envisagent d'ouvrir la maison comme un lieu culturel.

## Description
Dans les caves voûtées, il existe un bassin qui peut évoquer la présence d'un baptistère ou d'anciens thermes romains.
Le logis principal comporte une façade à colombage et compte plusieurs pièces remarquable avec de grandes cheminées dont une grande salle à manger, une petite chapelle, la salle du Parlement, la salle des Prisonniers (car il y est fait mention d'un graffiti par Jean du Saut) et plusieurs chambres.
Il y a également un pigeonnier qui est un des trois points culminants du quartier Saint-Paul.